# Joe Kruger
Jonathan Wells Kruger (ur. 4 czerwca 1992 roku w Orem w stanie Utah) – amerykański zawodnik futbolu amerykańskiego, grający na pozycji defensive end. W rozgrywkach akademickich NCAA występował w drużynie Utah.
W roku 2013 przystąpił do draftu NFL. Został wybrany przez drużynę Philadelphia Eagles w siódmej rundzie (212. wybór). W drużynie z Pensylwanii występuje do tej pory.
Jego bracia Paul i Dave Kruger również występują w NFL w zespole Cleveland Browns.